# ルクソール
ルクソール（アラビア語: الأقصر l-aqṣur、Luxor）は、エジプトの都市で、ルクソール県の県都。古代エジプトの都テーベがあった場所で、現在も数多くの遺跡が残っている。市域はナイル川によって分断されている。
日が昇る方角であるナイル川の東岸には、カルナック神殿やルクソール神殿など生を象徴する建物が、日が沈む方向のナイル川西岸には死を象徴する、王家の谷や王妃の谷などがある。王家の谷にはツタンカーメン王の墓がある。
市内にある遺跡の多くが、古代都市テーベとその墓地遺跡 として世界遺産に登録されている。

## 歴史
ルクソールは、エジプト新王国の時代、太陽神アメン＝ラー（Amon-Ra）の都市テーベだった。
第11王朝時代に重要な都市となり、華麗さだけでなく、知、芸術、宗教、政治の中心地として繁栄した。第1中間期の混乱の後、エジプトを統一したメントゥホテプ2世が、周辺地域に安定をもたらし、その結果都市が発展した。新王国のファラオが、クシュ（現在のスーダン北部）やカナン、フェニキア、シリアに遠征し、テーベが世界規模でも有数の富を有し、知名度も高いことが分かる。テーベは上エジプトからのヒクソス軍の侵略を退ける役割を果たし、第18王朝の時代から第20王朝の時代まで、テーベは古代エジプトで政治的、宗教的、軍事的に主要な都となった。
街にはバビロニア人、ミタンニ人、ヒッタイト人（現在のトルコ）、ウガリットのカナン人、ビブロスのフェニキア人、ティルス人、クレタ島のミノア人なども流入し、アナトリアのヒッタイトの王子が、ツタンカーメン王の未亡人アンケセナーメンと結婚するまでに至った。しかし、政治的中心が北部エジプトの、ブバスティスやサイス、そして最終的にアレキサンドリアに移ると、街の政治的、軍事的な重要性は、次第に薄れていった。しかし、アメン神の都市としてテーベは、古代ギリシア時代に至るまで、宗教的な中心地であり続けた。
その後、街はアッシリアのアッシュールバニパル王の攻撃を受けた。テーベの街は廃墟となり、その重要性も失われた。しかし、アレクサンドロス大王がカルナックのアメン神殿に到着し、宗教的な祭りであるオペトの祝祭の間に、王の像を移設した。テーベの偉大さは、今日でも、崇高な場所であり続けており、ローマ帝国の時代には、多くのキリスト教の修道僧がやって来て、多くの古代のモニュメントの場所に修道院を設立させた。その中にはハトシェプスト女王葬祭殿にあり「北の修道院」の意味を持つデル・エル・バハリも含まれている。
ルクソール特有の遺物として葬送用コーンがある。
1997年に外国人観光客を狙ったテロ事件が発生し、日本人観光客10名を含む63名が犠牲となった。
2013年に観光用の熱気球が飛行中に火災になり、日本人観光客4名を含む19名が犠牲となった。
2018年にはルクソールで観光用の気球が墜落し、1人が死亡、12人が負傷した。

## 経済
エジプトの多くの都市と同様に、観光業に大きく依存している。多くの住民が農業、特にサトウキビの栽培を行っている。カイロと比べると街は大変貧しく、貧困層が多い。
1997年、61名の観光客を含む63名が殺害されたエジプト史上最大のテロであるルクソール事件が起き、観光業に依存している街の経済は大打撃を受けたが、その後観光客数は回復している。
収入の不足分を補うため、住民の多くは自給自足の生活を送っている。例として山羊のチーズ、鳩の肉、自家栽培のトマトなどが挙げられる。

## 気候
ルクソールでは雨がほとんど降らない。月あたりわずか0.0から6.0mmの雨しか降っておらず、年の平均降水量は2.3mm（月の平均は0.09mm）である。
夏季の間、温度は頻繁に50度を超える。王家の谷の近郊で、かつて57度に達したことがある。街にはナイル川が流れているが、川によって冷やされるのはほんのわずかである。
| ルクソールの気候               | ルクソールの気候 | ルクソールの気候 | ルクソールの気候 | ルクソールの気候 | ルクソールの気候 | ルクソールの気候 | ルクソールの気候 | ルクソールの気候 | ルクソールの気候 | ルクソールの気候 | ルクソールの気候 | ルクソールの気候 | ルクソールの気候 |
| 月                             | 1月              | 2月              | 3月              | 4月              | 5月              | 6月              | 7月              | 8月              | 9月              | 10月             | 11月             | 12月             | 年               |
| ------------------------------ | ---------------- | ---------------- | ---------------- | ---------------- | ---------------- | ---------------- | ---------------- | ---------------- | ---------------- | ---------------- | ---------------- | ---------------- | ---------------- |
| 最高気温記録 °C （°F）         | 32.9 (91.2)      | 38.5 (101.3)     | 42.2 (108)       | 46.2 (115.2)     | 50.0 (122)       | 48.5 (119.3)     | 47.8 (118)       | 47.0 (116.6)     | 46.0 (114.8)     | 43.0 (109.4)     | 38.2 (100.8)     | 34.8 (94.6)      | 50.0 (122)       |
| 平均最高気温 °C （°F）         | 23.0 (73.4)      | 25.4 (77.7)      | 27.4 (81.3)      | 35.0 (95)        | 39.2 (102.6)     | 41.4 (106.5)     | 41.1 (106)       | 40.4 (104.7)     | 38.8 (101.8)     | 35.3 (95.5)      | 28.9 (84)        | 24.4 (75.9)      | 33.4 (92.1)      |
| 日平均気温 °C （°F）           | 13.8 (56.8)      | 15.9 (60.6)      | 20.2 (68.4)      | 25.6 (78.1)      | 29.6 (85.3)      | 32.2 (90)        | 32.3 (90.1)      | 31.8 (89.2)      | 29.7 (85.5)      | 25.9 (78.6)      | 20.0 (68)        | 15.1 (59.2)      | 24.3 (75.7)      |
| 平均最低気温 °C （°F）         | 5.4 (41.7)       | 7.1 (44.8)       | 10.4 (50.7)      | 16.0 (60.8)      | 20.2 (68.4)      | 22.6 (72.7)      | 23.6 (74.5)      | 23.2 (73.8)      | 21.3 (70.3)      | 17.3 (63.1)      | 11.6 (52.9)      | 7.1 (44.8)       | 15.5 (59.9)      |
| 最低気温記録 °C （°F）         | −0.3 (31.5)      | −1.0 (30.2)      | 0.0 (32)         | 6.5 (43.7)       | 12.5 (54.5)      | 16.0 (60.8)      | 19.2 (66.6)      | 19.2 (66.6)      | 15.8 (60.4)      | 9.8 (49.6)       | 3.7 (38.7)       | 0.7 (33.3)       | −1.0 (30.2)      |
| 降水量 mm （inch）             | 0 (0)            | 0 (0)            | 0 (0)            | 0 (0)            | 0 (0)            | 0 (0)            | 0 (0)            | 0 (0)            | 0 (0)            | 1 (0.04)         | 0 (0)            | 0 (0)            | 1 (0.04)         |
| 平均降水日数                   | 0.2              | 0.1              | 0.1              | 0.1              | 0.1              | 0.0              | 0.0              | 0.0              | 0.0              | 0.3              | 0.0              | 1.0              | 1.9              |
| % 湿度                         | 55               | 47               | 39               | 31               | 29               | 27               | 30               | 33               | 37               | 43               | 51               | 57               | 39.9             |
| 平均日照時間                   | 9                | 10               | 10               | 10               | 11               | 12               | 12               | 12               | 11               | 10               | 10               | 9                | 10.5             |
| 出典1：NOAA                    |                  |                  |                  |                  |                  |                  |                  |                  |                  |                  |                  |                  |                  |
| 出典2：Weather2Travel （日照） |                  |                  |                  |                  |                  |                  |                  |                  |                  |                  |                  |                  |                  |

## 交通
- 航空
  - ルクソール国際空港へはエジプト航空などの便があり、関西国際空港からも週2便、エジプト航空による直行便がある。
- 列車
  - 一日数本の列車がある。朝方と夜行の列車はルクソール神殿から約400mの場所にある駅から乗降することができる。カイロ、アスワンなど国内の主要な都市を結んでいる。
- 市内
  - ルクソールの中心部から、ナイル川の数キロメートル上流部分に、1998年にナイル川の東岸、西岸を結ぶ橋が開設された。橋の開設以前から、川を渡る手段として多くのフェリーが運航されていたが、開設後も営業を続けている。フェリーは多くの旅行者も利用しているが、利用者のほとんどは地元民である。東岸と西岸の距離は意外と遠い。主に旅行者用にモーターボートもあるが、料金は高額である。
  - ナイル川東岸の市内には多くの路線バスが運航しており、主に地元民に利用されている。旅行者用には「calèches」と呼ばれる馬車もある。タクシーの数も多く、料金も手頃である。20年以上前、エジプト政府はタクシーの許可証の再認可を不要とする決定をしたことが、その理由でもある。エアコンの付いた新しいタクシーも多い。近年は交通量の増加に対応するため、新しい道路が多く建設されている。

## 観光地
- ナイル川西岸
  - ハトシェプスト女王葬祭殿

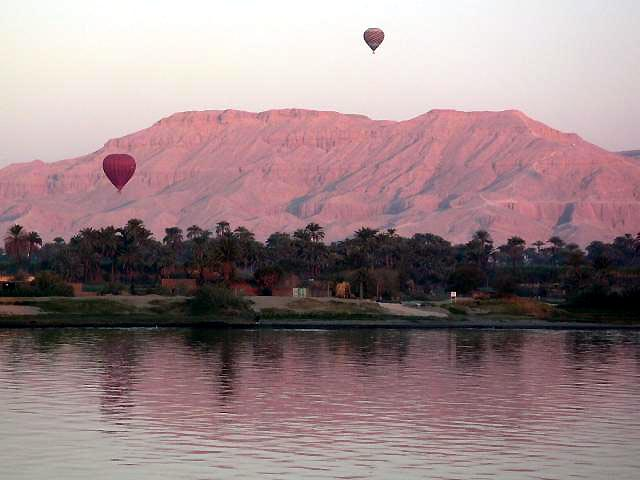
ナイル川とテーベ

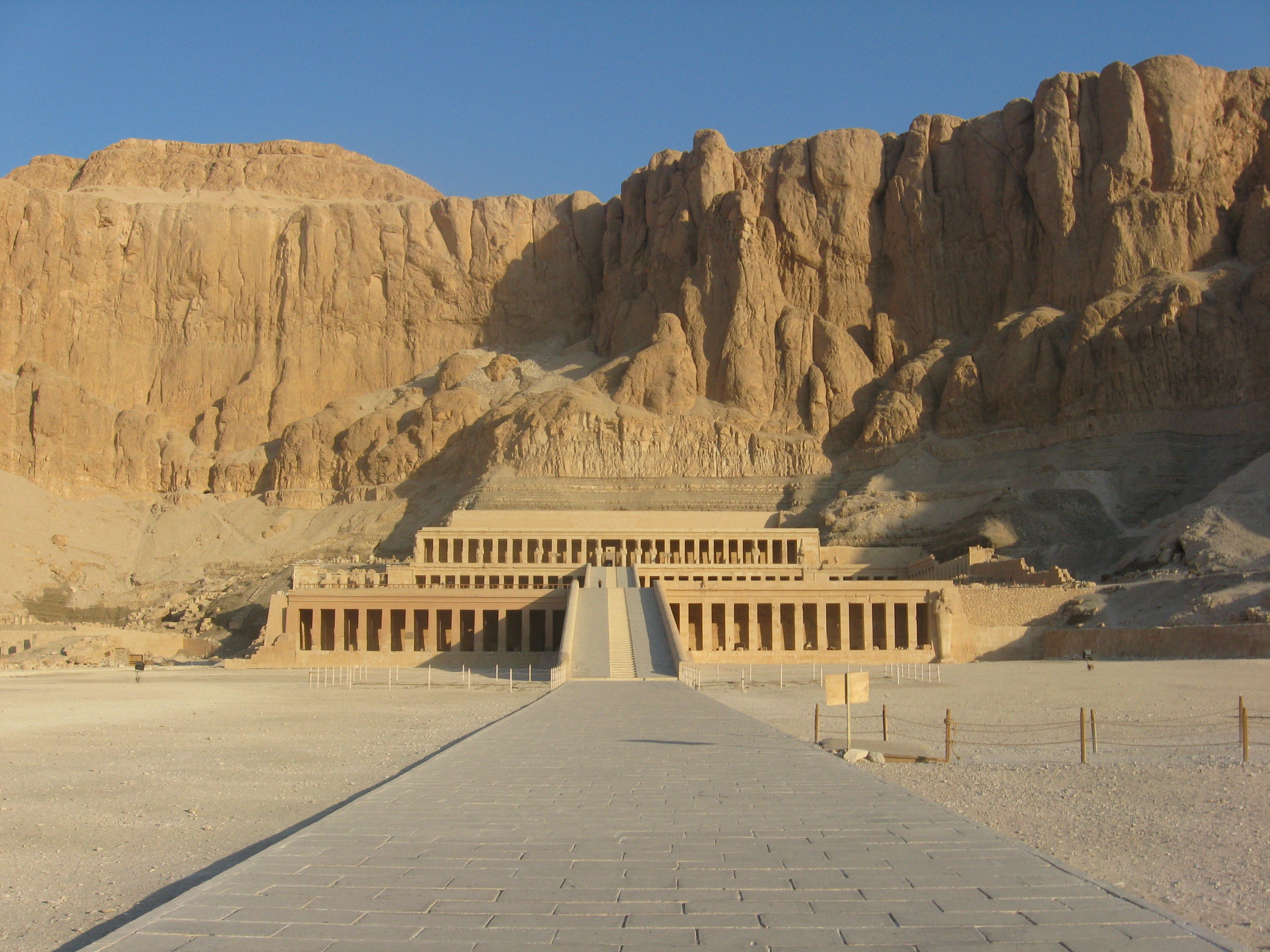
ハトシェプスト女王葬祭殿

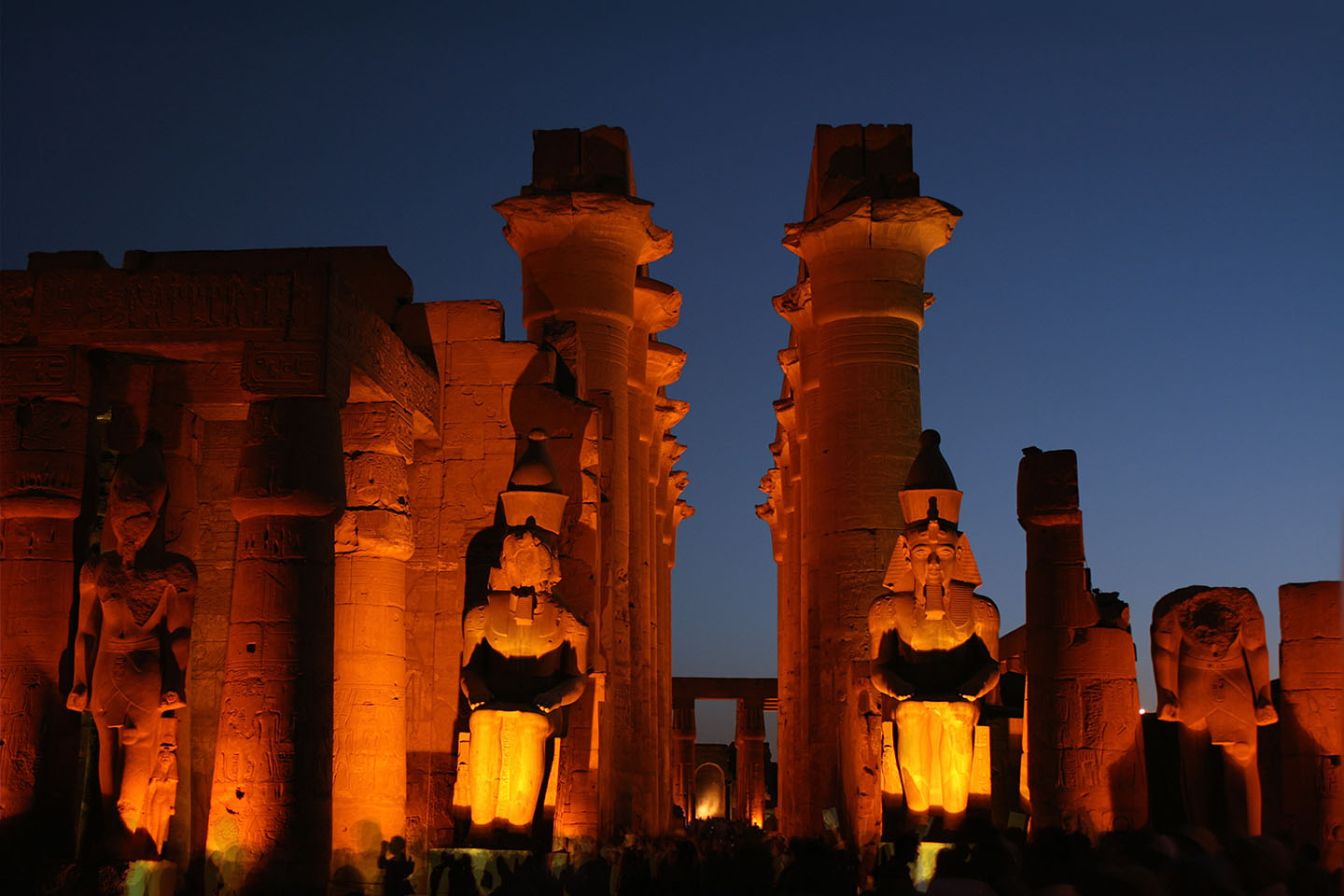
ルクソール神殿

  - 王家の谷（Valley of the Kings）
  - 王妃の谷（Valley of the Queens）
  - メディネト・ハブ（ラムセス3世葬祭殿）
  - ラムセウム（ラムセス2世葬祭殿）
  - デイル・エル・メディーナ
  - 貴族の墓（Tombs of Nobles）
  - メムノンの巨像
- ナイル川東岸
  - ルクソール神殿
  - カルナック神殿
  - ルクソール博物館
  - ミイラ博物館

## 姉妹都市
- カザンラク、ブルガリア
- ボルティモア、メリーランド州、米国
- パリンチンス（英語版）、ブラジル